# Brønderslev Sogn
Brønderslev Sogn er et sogn i Brønderslev Provsti (Aalborg Stift).
I 1800-tallet var Serritslev Sogn anneks til Vester Brønderslev Sogn, som Brønderslev Sogn hed dengang. Begge sogne hørte til Børglum Herred i Hjørring Amt. Trods annekteringen var de to selvstændige sognekommuner. Brønderslev blev købstad i 1921. Den blev ved kommunalreformen i 1970 kernen i Brønderslev Kommune, som Serritslev også blev indlemmet i.
I Brønderslev Sogn ligger Brønderslev Gamle Kirke fra Middelalderen og Brønderslev Kirke fra 1922.
I sognet findes følgende autoriserede stednavne:
- Agdrup (bebyggelse)
- Brønderslev (bebyggelse)
- Grindsted (bebyggelse)
- Nibstrup (bebyggelse, ejerlav)
- Nibstrup Plantage (areal)
- Pukkelhøje (areal)
- Rebsenge (areal)
- Valby (bebyggelse)
- Vrangdrup (bebyggelse)

Tidligere lå der i sognet en selvejergård ved navn Kornumgaard. En børnehave og et plejehjem i Brønderslev er opkaldt efter den.